# Karel Hrabal
Karel Hrabal (2. listopadu 1914 Litovel – ?) byl český voják, příslušník Československé armády v zahraničí v období druhé světové války.

## Život

### Před druhou světovou válkou
Karel Hrabal se narodil 2. listopadu 1914 v Litovli v rodině pomocného dělníka místního pivovaru Karla Hrabala staršího. V rodném městě vychodil obecnou školu a dva ročníky školy měšťanské, po přeložení jeho otce do Zábřehu absolvoval další dva ročníky tam. Vyučil se v textilním oboru, následně ale pracoval jako dělník ve stavebnictví. Prezenční vojenskou službu nastoupil v roce 1934 u Jezdeckého pluku 6 v Brně. V květnu 1938 byl mobilizován a zařazen do oddílu Stráže obrany státu působící v prostoru Králického Sněžníku. Po demobilizaci pracoval na budování Československého opevnění. Během všeobecné mobilizace v září 1938 byl povolán k Jezdeckému pluku 2 v Olomouci. Po demobilizaci se odstěhoval do Buchlovic, ze kterých pocházel jeho otec, a pracoval u okresní správy silnic v Uherském Hradišti.

### Druhá světová válka
Po německé okupaci v březnu 1939 vstoupil Karel Hrabal do protinacistického odboje a byl ustanoven velitelem družstva 1. čety buchlovické roty  Obrany národa vedené Ignáce Syrovátky. Spolupracoval na výrobě a ukrývání trhavin. Po prozrazení opustil 15. listopadu 1939 ilegálně Protektorát Čechy a Morava a přes Slovensko, Maďarsko, Jugoslávii, Řecko, Turecko, Sýrii a Bejrút do Marseille. V Agde byl zařazen do zde vznikající jednotky Československé armády v zahraničí. Zúčastnil se bitvy o Francii. Po jejím pádu v červnu 1940 se mu nepodařilo evakuovat se do Spojeného království. Společně s dalšími Čechoslováky byl prohlášen za válečného zajatce a měl být předán německým úřadům. Uprchl a po celou dobu války se skrýval ve Francii. Pracoval v zemědělství a v dolech. Jako člen Maquis se účastnil osvobozování Francie.

### Po druhé světové válce
Po skončení druhé světové války se Karel Hrabal oženil s francouzskou občankou Terezií De Naro, manželé se poté vrátili do Buchlovic.